# Mémorial des martyrs de la déportation
Ne doit pas être confondu avec Mémorial des victimes de la déportation de 1944.

Escalier et cour du mémorial.

Le Mémorial des martyrs de la déportation est un monument parisien dédié au souvenir de l'ensemble des déportés de France entre 1941 et 1944. Il est situé sur l'île de la Cité à Paris. Son architecture vise à évoquer les souffrances des déportés et à inciter les visiteurs à réfléchir et à se recueillir.
Ce mémorial fait l’objet d’un classement au titre des monuments historiques depuis le 23 novembre 2007 et il fait partie des hauts lieux de la mémoire nationale du ministère des Armées.

## Situation et historique

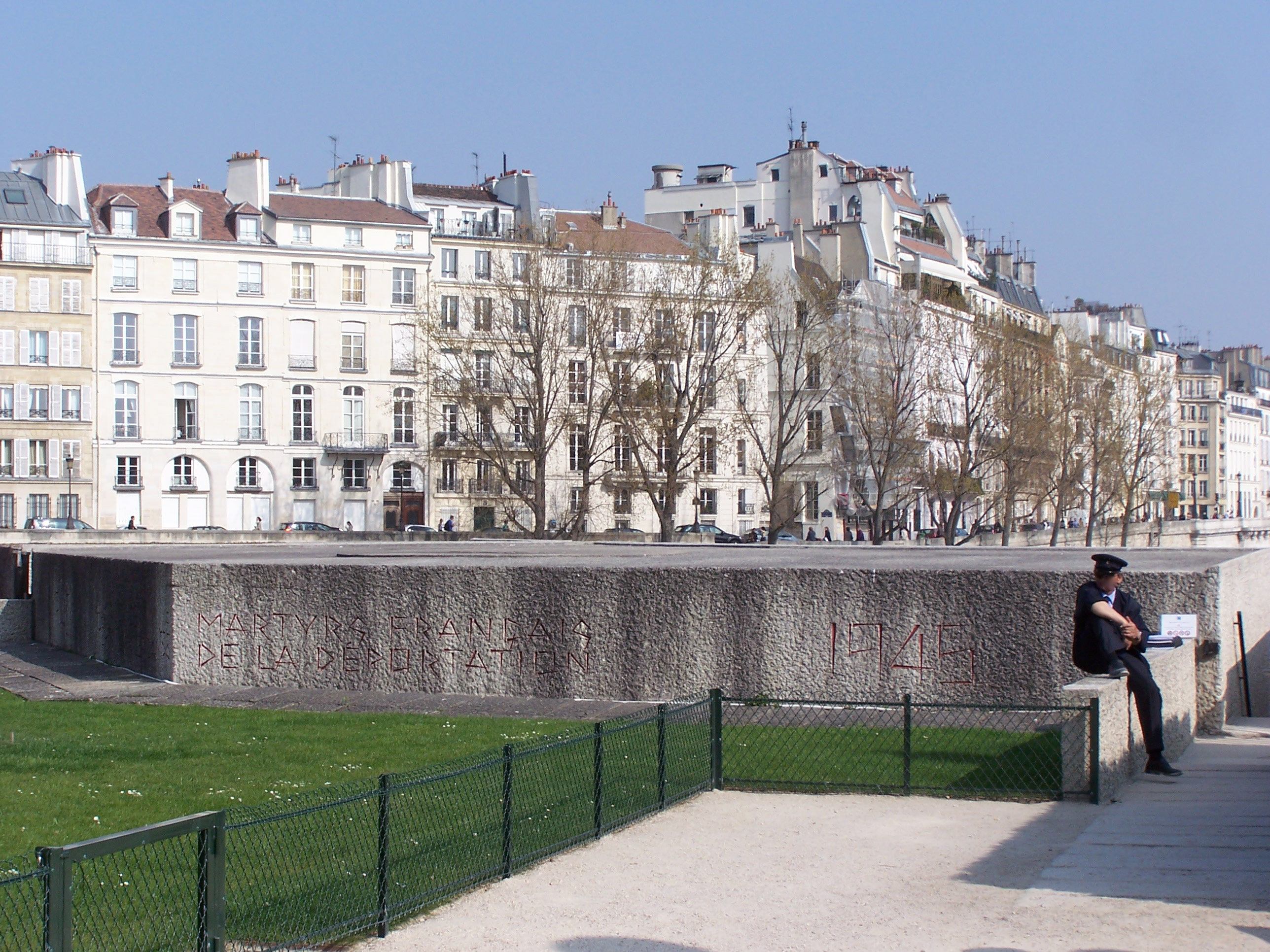
Entrée du mémorial dans le square de l'Île-de-France.

Situé dans le 4e arrondissement de Paris, à la pointe Est de l’île de la Cité⁣⁣, en contrebas du square de l'Île-de-France, le mémorial a été commandé à l'initiative du Réseau du Souvenir qui en a fait don à l'État le 29 février 1964.
Le projet, réalisé par l'architecte Georges-Henri Pingusson, a été inauguré le 12 avril 1962 par le général de Gaulle, alors président de la République.

## Description
Au premier abord, le mémorial apparaît comme une sorte de bunker de pierre blanchâtre. Pénétrer dans le monument requiert de descendre un escalier relativement étroit, raide, aux marches inégales. Toute la construction est réalisée en béton recouvert d'un enduit martelé où sont intégrés des graviers provenant de diverses régions de France, l'ensemble ressemblant à une pierre naturelle brute.
À partir d'une cour triangulaire, une crypte aux passages étroits et faiblement éclairés se déploie dans la masse du monument. Un long couloir protégé par une grille présente sur ses murs 200 000 bâtonnets de verre, symbolisant les innombrables victimes de la déportation dans les camps nazis. À l'entrée de ce couloir se trouve une tombe qui contient les restes mortels d'un déporté inconnu, exhumé de la Nécropole Nationale du Struthof et transféré en ces lieux le 10 avril 1962.
La cour triangulaire s'ouvre vers la Seine par une embrasure horizontale obstruée par des barres anguleuses. Les visiteurs sont pratiquement au niveau du fleuve et les seules vues vers l'extérieur se font à travers l'embrasure vers l'eau courante du fleuve ou verticalement vers le ciel où passent les nuages. Après la descente des marches, cette architecture cherche à créer une sensation étrange, où le visiteur est comme en dehors du monde qui continue à exister et à bouger au dehors.
À droite et à gauche, deux diverticules comportent, insérées dans des niches triangulaires, des urnes contenant de la terre provenant des différents camps ainsi que des cendres ramenées des fours crématoires. Sur les murs sont inscrits des extraits de poèmes ou des citations de Robert Desnos, Paul Éluard, Louis Aragon, Vercors, Antoine de Saint-Exupéry, Jean-Augustin Maydieu et Jean-Paul Sartre.
Au-dessus, plusieurs salles présentent une exposition permanente.

## Restauration et réaménagement
(juin 2022).
La restauration de l’édifice, achevée en 2015, se traduit par un travail d’intégration des réseaux et des éclairages, compatible avec le minimalisme et le "caractère brut" de l'édifice du site. L'épiderme du béton et les couleurs des décors ont été restitués. Le parcours, volontairement difficile afin d'évoquer les souffrances des déportés, a été remis en valeur, et adapté pour les personnes à mobilité réduite. En amont du bâtiment, un nouvel accueil permet de réunir la loge et le poste de sécurité et de surveillance. Cette opération voulue par le ministère de la Défense a été dirigée par Christophe Batard, architecte en chef des monuments historiques.

## Visites et manifestations
Le mémorial est libre d'accès tous les jours. Une équipe de médiateurs culturels accueillent les visiteurs, et des visites guidées gratuites sont régulièrement proposées. Chaque dernier dimanche d'avril, lors de la Journée nationale du souvenir de la déportation, une cérémonie s'y déroule.